# Mittlere Winterkresse
Die Mittlere Winterkresse (Barbarea intermedia), auch Mittleres Barbarakraut genannt, ist eine Pflanzenart aus der Gattung Barbarakräuter (Barbarea) innerhalb der Familie der Kreuzblütengewächse (Brassicaceae). Sie ist hauptsächlich in Westeuropa verbreitet.

## Beschreibung
Die Mittlere Winterkresse ist eine überwinternd grüne, zweijährige krautige Pflanze, die Wuchshöhen von 25 bis 75 Zentimeter erreicht. An einem Exemplar befinden sich ein oder mehrere meist (im oberen Bereich) verzweigte, kantigen, kahle oder mit wenigen Trichomen besetzte, manchmal unten violett überlaufene Stängel. Die Laubblätter sind in einer grundständigen Rosette und wechselständig am Stängel verteilt angeordnet. Die Grundblätter sind einfach oder besitzen drei bis fünf Paare schmal längliche oder linealische Seitenabschnitte und einen großen, rundlichen bis keilförmigen Endabschnitt. Die oberen Stängelblätter sind an ihrer Basis geöhrt, fiederspaltig mit zwei bis vier Paaren manchmal linealischen Seitenabschnitten.
Die zwittrigen Blüten sind vierzählig. Die vier Kelchblätter sind 2 bis 3,5 Millimeter lang. Die vier freien Kronblätter sind 4 bis 7 Millimeter lang. Die schief abstehende Schote ist 15 bis 35, selten bis zu 40 Millimeter lang. Sie ist 3 bis 5 Millimeter lang gestielt. An der Frucht ist der Griffel 0,6 bis 1,6, selten bis zu 1,7 Millimeter lang. Blütezeit ist April bis Mai.
Die Art hat die Chromosomenzahl 2n = 16.

## Ökologie
Bei der Mittlere Winterkresse handelt es sich um einen Hemikryptophyten.
Es erfolgt Insektenbestäubung und Selbstbestäubung. Die Ausbreitung der Samen erfolgt durch den Wind.

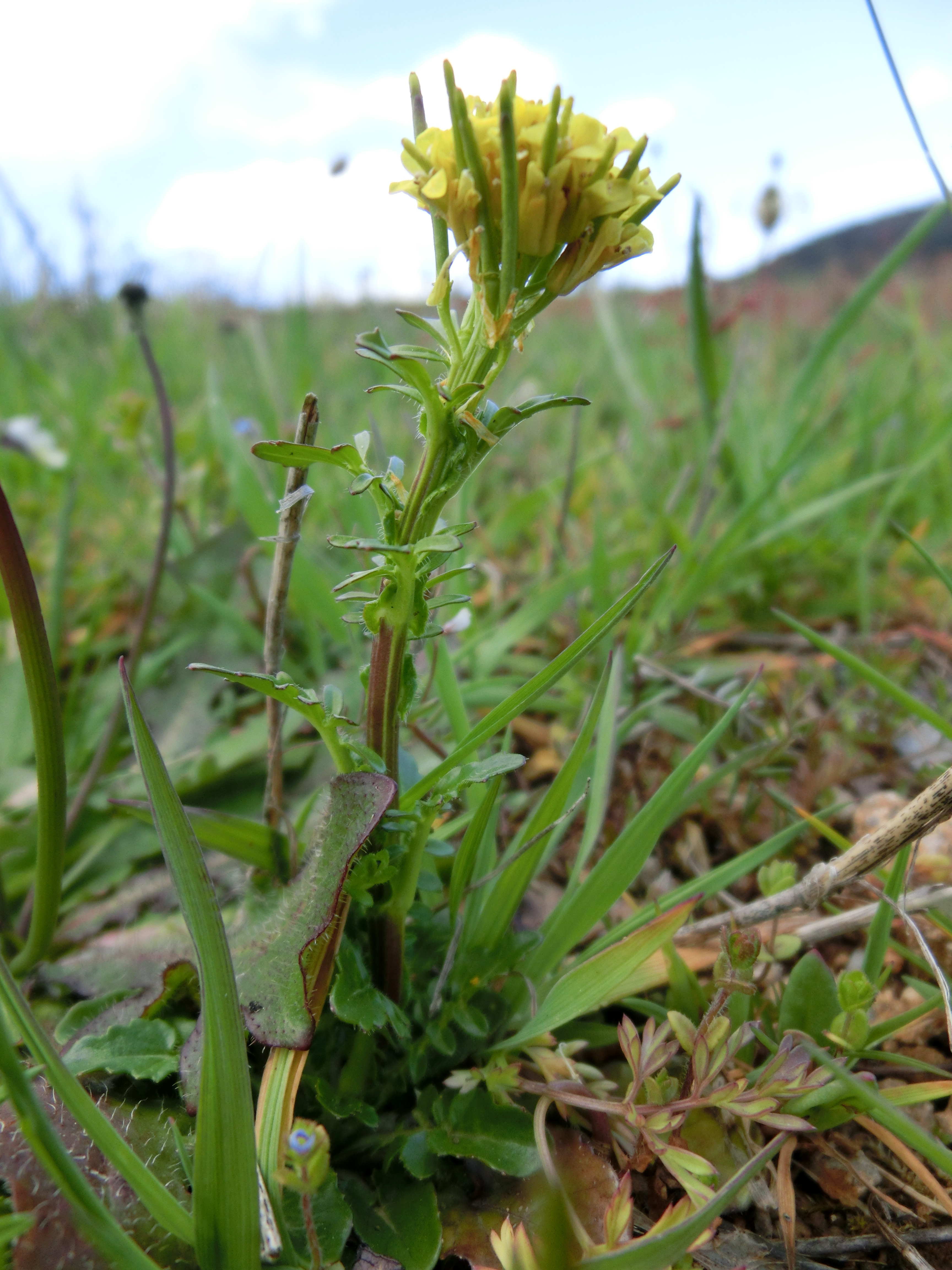
Mittlere Winterkresse (Barbarea intermedia)

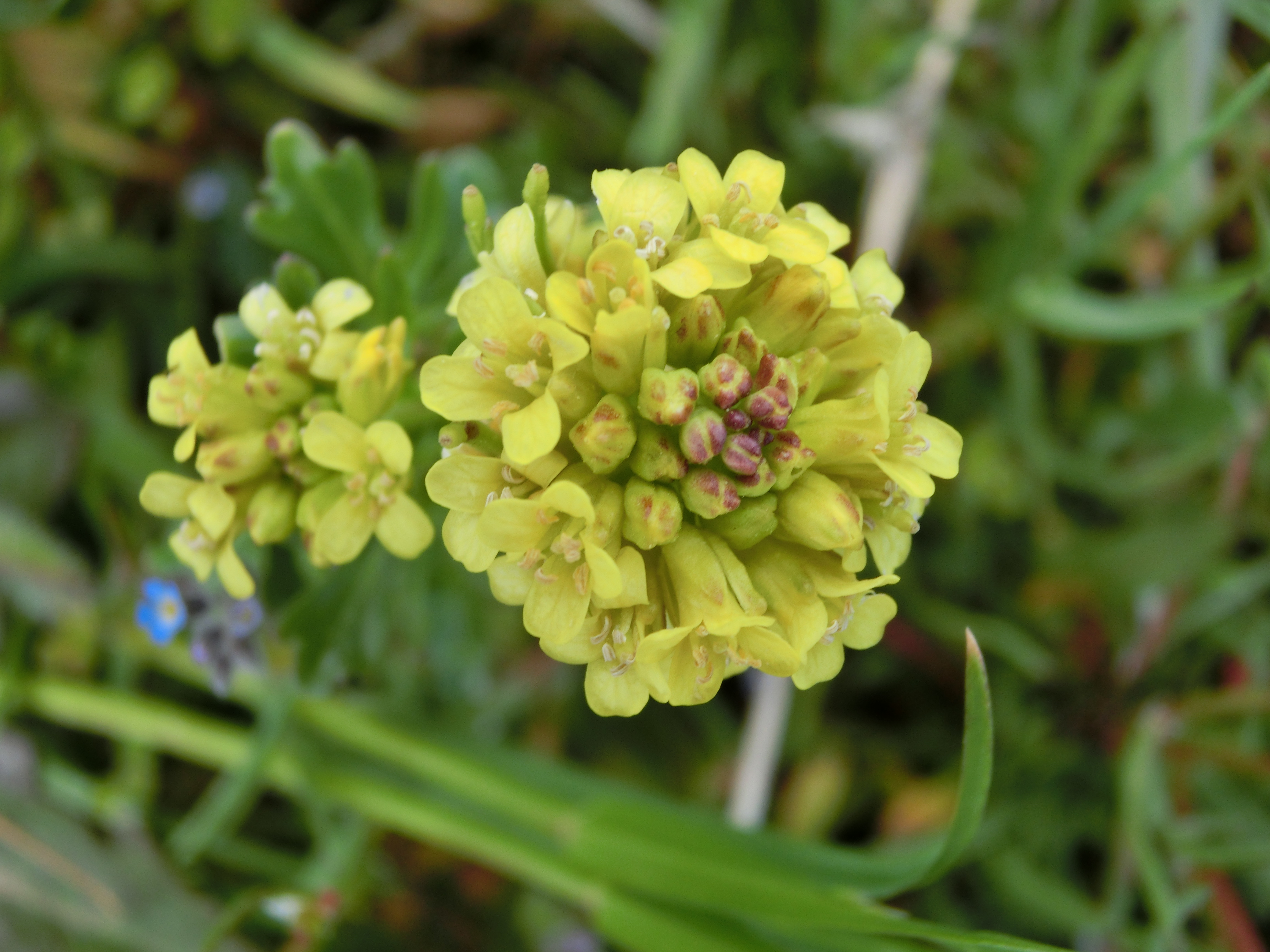
Blütenstand

## Vorkommen
Die Mittlere Winterkresse ist hauptsächlich in Westeuropa verbreitet. Sie ist ein atlantisch-submediterranes Florenelement. Ihr ursprüngliches Areal erstreckt sich von Marokko und Algerien und vom nördlichen Portugal über das nördliche Frankreich bis Belgien, die Niederlande bis ins Rheingebiet im Norden. Ihr Status im nordöstlichen Afrika und im Himalaja ist ungeklärt. Sie ist sonst in Mitteleuropa, in Nordeuropa und in Slowenien ein Neophyt. Sie ist auch ein Neophyt in Kenia, Uganda, Äthiopien, Indien, Bhutan, Nepal, Pakistan, der Türkei, in China, Australien und Neuseeland.
Sehr selten findet man sie in Mitteleuropa in Schleswig-Holstein, am Unterlauf von Elbe, Weser und Ems, im Weserbergland, am mittleren Neckar und im Alpenvorland, im mittleren Schweizer Jura, im Wallis und am Alpensüdfuß (nach Osten bis um Aostatal). Sie ist frostempfindlich und kommt daher in Deutschland vorwiegend linksrheinisch vor; hier ist sie allerdings selten.
Die Mittlere Winterkresse braucht nährstoffreiche, stickstoffhaltige, zumindest mäßig feuchte Böden, die sandig, lehmig oder tonig sein können. Sie besiedelt Ufer, Ödland und Wege, geht aber auch auf Äcker – seltener in Gärten. In Mitteleuropa kommt sie hauptsächlich in Gesellschaften der Ordnung Polygono-Chenopodietalia vor, seltener in denen der Verbände Alliarion, Agropyro-Rumicion oder Sisymbrion. In den Allgäuer Alpen steigt sie bis zu einer Höhenlage von 1980 Metern auf. In den Westalpen steigt sie bis über 2000 Meter Meereshöhe auf.
Die ökologischen Zeigerwerte nach Landolt et al. 2010 sind in der Schweiz: Feuchtezahl F = 3+w (feucht aber mäßig wechselnd), Lichtzahl L = 4 (hell), Reaktionszahl R = 4 (neutral bis basisch), Temperaturzahl T = 3 (montan), Nährstoffzahl N = 4 (nährstoffreich), Kontinentalitätszahl K = 2 (subozeanisch).